# 악령관코과일박쥐
악령관코과일박쥐(Nyctimene masalai)는 큰박쥐과에 속하는 박쥐의 일종이다. 파푸아뉴기니의 토착종이다. 정기준표본은 1983년 비스마르크 제도의 뉴아일랜드섬에서 수집되었다. 다른 섬들에서도 분포하는 것으로 추정하지만, 분포 지역의 확장이 현재 알려져 있지는 않다. 일부는 악령관코과일박쥐를 커먼관코과일박쥐(Nyctimene albiventer)의 이명으로 분류하기도 한다.